# Tinchebray-Bocage
Tinchebray-Bocage je francouzská obec v departementu Orne v regionu Normandie. Obec vznikla 1. ledna 2015 sloučením obcí Beauchêne, Frênes, Larchamp, Saint-Cornier-des-Landes, Saint-Jean-des-Bois, Tinchebray a Yvrandes.
V roce 2013 byl celkový počet obyvatel v původních obcích 5 052.

## Poloha
Obec leží u hranic departementu Orne s departementem Manche. Sousední obce jsou: Cerisy-Belle-Étoile, Le Fresne-Poret (Manche), Ger (Manche), Chanu, Landisacq, Lonlay-l'Abbaye, Le Ménil-Ciboult, Montsecret-Clairefougère, Saint-Bômer-les-Forges, Saint-Clair-de-Halouze, Saint-Christophe-de-Chaulieu a Saint-Quentin-les-Chardonnets
Severní částí obce protéká říčka Noireau, do níž se zprava vlévá přítok Durance.

## Historie
V roce 1106 se dva synové Viléma Dobyvatele utkali v bitvě u Tinchebray a anglický král Jindřich I. zde porazil normandského vévodu Roberta II., který pak zbytek života strávil v anglickém vězení.